# Crystal (Wisconsin)
Crystal è un comune degli Stati Uniti, situato in Wisconsin, nella Contea di Washburn.